# Zbigniew Wronkowski
Zbigniew Leszek Wronkowski (ur. 6 stycznia 1935 w Warszawie, zm. 17 lipca 2021) – polski lekarz onkolog, profesor nauk medycznych, długoletni pracownik naukowy Instytutu Onkologii im. Marii Skłodowskiej-Curie w Warszawie.

## Życiorys
W 1952 roku ukończył Liceum Ogólnokształcące im. gen. Józefa Sowińskiego w Warszawie. W 1957 roku, będąc jeszcze na studiach, podjął pracę w pogotowiu ratunkowym. W 1959 roku ukończył studia na Wydziale Lekarskim Akademii Medycznej. W listopadzie tego samego roku rozpoczął pracę w Instytucie Onkologii im. Marii Skłodowskiej-Curie. Początkowo pracował na stanowisku asystenta w Klinice Ginekologii Onkologicznej, a następnie w Zakładzie Rentgenoterapii. W 1966 r. uzyskał II stopień specjalizacji w onkologii i został mianowany starszym asystentem. Od 1969 roku pracował w Zakładzie Organizacji Walki z Rakiem i Epidemiologii Nowotworów na stanowisku adiunkta. W 1971 roku otrzymał stopień doktora nauk medycznych na podstawie pracy pt. „Obraz epidemiologiczny i przebieg kliniczny raka skóry”. W roku 1973 dzięki stypendium Fogarty’ego wyjechał na studia do Szkoły Zdrowia Publicznego Uniwersytetu Hawajskiego w Honolulu. Po obronie pracy pt. „Stomach carcinoma among Hawaiians and Caucasians in Hawaii” uzyskał w 1974 roku tytuł master of public health. Po powrocie kierował Zakładem Organizacji Walki z Rakiem i Epidemiologii Nowotworów, a od 1980 roku – Samodzielną Pracownią Studiów i Modelowania Profilaktyki Nowotworów w Instytucie Onkologii. Przez trzy miesiące był profesorem wizytującym na Uniwersytecie Kalifornijskim w Berkeley. W 1984 roku uzyskał habilitację na podstawie pracy pt. „Charakterystyka epidemiologiczno-kliniczna dwóch głównych postaci histopatologicznych raka żołądka wg klasyfikacji Laurena”. W tym samym roku reaktywował Polski Komitet do Zwalczania Raka i został jego prezesem. W 1997 roku prezydent Aleksander Kwaśniewski nadał mu tytuł profesora nauk medycznych. Od roku 1995 kierował Zakładem Organizacji Badań Masowych IO. W 2005 roku przeszedł na emeryturę.
W ciągu swojej długiej kariery naukowej kierował m.in. Mazowieckim Rejestrem Nowotworów. Koordynował realizację wielu tematów w kolejnych programach rządowych i międzynarodowych. Był również specjalistą wojewódzkim ds. onkologii dla województwa płockiego oraz członkiem Komisji Epidemiologicznej PAN. Zajmował się działalnością dydaktyczną, prowadził wykłady i ćwiczenia m.in. ze słuchaczami Technikum Elektrokardiologii, pielęgniarkami oraz studentami Wydziału Lekarskiego Akademii Medycznej, w Centrum Medycznym Kształcenia Podyplomowego oraz w Europejskiej Szkole Onkologii. Był członkiem Honorowym Warszawskiego Oddziału Polskiego Towarzystwa Onkologicznego. Opublikował ponad 300 prac z dziedziny onkologii, epidemiologii i profilaktyki, a także organizacji i historii onkologii.
Zmarł 17 lipca 2021 roku. Został pochowany na Cmentarzu Powązkowskim w Warszawie (kwatera 111, rząd 5, miejsce 6).

## Życie prywatne
Jego żoną była Jolanta Zaręba-Wronkowska, także lekarka. Miał syna Roberta.

## Ordery i odznaczenia[3]
- Krzyż Kawalerski Orderu Odrodzenia Polski
- Złoty Krzyż Zasługi
- Medal 40-lecia Polski Ludowej
- Złota Odznaka honorowa „Za Zasługi dla Warszawy”

## Publikacje[6]
- Piersi - uroda i problemy, Warszawa: Agencja Wydawniczo-Poligraficzna GIMPO Warszawa 1997. ISBN 5288439007141
- Chemioterapia i radioterapia, Warszawa: Wydawnictwo Lekarskie PZWL 2007. ISBN 978-83-200-3273-4
- Rak szyjki macicy, Z. Wronkowski, S. Brużewicz, Warszawa: Wydawnictwo Lekarskie PZWL 2008. ISBN 978-83-200-3336-6
- Rak skóry - jak zapobiegać i leczyć, Z. Wronkowski, S. Brużewicz, Warszawa: Wydawnictwo Lekarskie PZWL 2010. ISBN 978-83-200-4041-8